# Jiří Arnošt Šlik
Jiří Arnošt hrabě Šlik (německy Georg Ernst Graf Schlik, 1550 – 1612) byl český šlechtic z ostrovské linie významného rodu Šliků.

## Život
Narodil se jako syn Jindřicha (III.) a jeho manželky Kateřiny z Gleichenu. Jeho starší bratr Filip, který byl ženatý se svobodnou paní z Lobkovic, měl jediného syna Jindřicha Leopolda, jímž jeho linie vyhasla.

### Manželství a rodina
V roce 1591 se Jiří Arnošt oženil se Sidonií rozenou Colonnovou z Felsu. Se svou manželkou měl tři potomky a stal tak zakladatelem nové linie hrabat Šliků. Jedním z jejich vnuků byl polní maršál Leopold Šlik, nejvyšší kancléř Českého království.
- syn Jindřich IV. Šlik (1580 Cheb – 1650, Vídeň), velitel moravského pluku v bitvě na Bílé hoře